# Ignacy Jan Paderewski

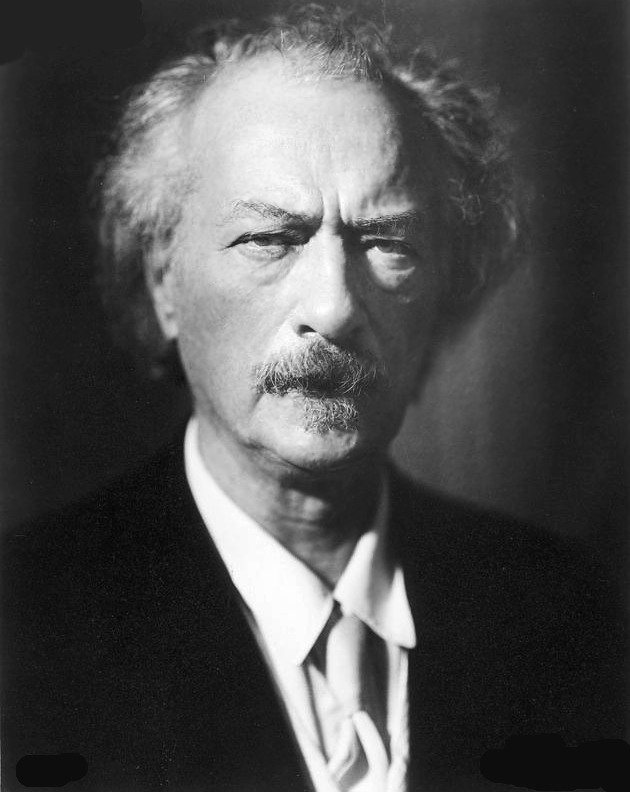
Ignacy Jan Paderewski, Ministerpräsident Polens a. D., um 1935

Herb Jelita, Paderewskis Wappen

Ignacy Jan Paderewski Herb Jelita, GBE (* 6. Novemberjul. / 18. November 1860greg. in Kuryłówka; † 29. Juni 1941 in New York) war ein polnischer Pianist und Komponist, Politiker und Freiheitskämpfer.
Während des Ersten Weltkriegs wurde er dank seiner internationalen Popularität Sprecher des Polnischen Nationalkomitees in den USA. Im Anschluss an ein Konzert im Weißen Haus konnte er US-Präsident Woodrow Wilson dazu bewegen, die Wiedergründung Polens zu einer von dessen Kernforderungen für die Neuordnung Europas zu machen (Punkt 13 in Wilsons 14-Punkte-Programm). Als erster Ministerpräsident des soeben wiedergegründeten Polens führte er gemeinsam mit Roman Dmowski die polnische Delegation auf der Pariser Friedenskonferenz 1919 und unterzeichnete für Polen den Versailler Vertrag. 1925 wurde er in London als Knight Grand Cross des Order of the British Empire (GBE) ausgezeichnet.

## Leben

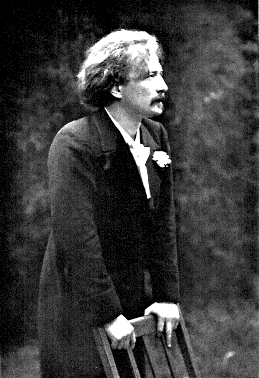
Paderewski

Ignacy Jan Paderewski wurde nicht nur auf der ganzen Welt als Pianist gefeiert, sondern war auch ein herausragender Komponist. 1919 wurde er zum ersten Ministerpräsidenten des soeben unabhängig gewordenen Polen berufen. Sein Land war seit den 1790er Jahren zwischen Preußen, Österreich und Russland aufgeteilt gewesen. In dieser Zeit wurde die polnische Kultur von den Herrschermächten teilweise und zeitweise ignoriert oder unterdrückt. Dennoch konnte Paderewski 1910 in Krakau ein (von ihm finanziertes) Denkmal zur Fünfhundertjahrfeier eines der bedeutendsten militärischen Siege Polens enthüllen, den es in der Schlacht bei Tannenberg gegen den Deutschritterorden errang. Er gewann in der Öffentlichkeit noch mehr Profil, als der Erste Weltkrieg begann und er nicht nur in ganz Amerika konzertierte, um Geld für Polen zu sammeln, sondern auch den Unterstützungsfonds für polnische Kriegsopfer in Großbritannien ins Leben rief. Mit in den Vorstand aufgenommen wurde auch Edward Elgar, der später (1916) ein sinfonisches Präludium mit dem Titel Polonia schrieb und es Paderewski widmete.

### Kindheit, Jugend und Ausbildung
Ignacy Jan Paderewski wurde 1860 im Dorf Kuryłówka im russisch besetzten Podolien (Ukraine) als Mitglied einer polnischadligen Familie der Wappengemeinschaft Jelita geboren; sein Vater Jan Paderewski war der Verwalter eines großen Landbesitzes und seine Mutter Poliksena Paderewska, geb. Nowicka, starb nur wenige Monate nach seiner Geburt. Vater und Sohn waren deshalb schon sehr bald auf ein Privatgrundstück nahe Żytomierz gezogen, wo der junge Ignacy in frühester Kindheit seine Liebe zur Musik entdeckte. Nach der Beteiligung seines Vaters am Januaraufstand 1863 und der darauffolgenden Inhaftierung entzogen die russischen Behörden dem Vater das Sorgerecht für ihn. Ignacy wurde von seiner Tante adoptiert. Nach der Haftentlassung seines Vaters und dessen zweiter Trauung zog er mit Vater und Stiefmutter nach Sudylkov nahe Schepetiwka.
Zunächst erhielt Paderewski privaten Klavierunterricht. Im Jahr 1872 bewarb er sich mit 12 Jahren am Warschauer Musikinstitut (ab 1890 Konservatorium) und bestand mithilfe der Klavierbauerfamilie Kerntopf die Aufnahmeprüfung für ein Musikstudium im Hauptfach Klavier. Hier unterrichteten ihn der Pianist Juliusz Janotha (1819–1883), der Organist Jan Śliwiński (1830–1893) und der Pianist Henryk Koman (1824–1887). Nach erfolgreichem Abschluss im Jahr 1878 erhielt er das Angebot, Tutor der Klavierklassen an seiner Alma mater zu werden und nahm es an. 1880 heiratete er Antonina Korsakówna, die ihren ersten Sohn gebar. Im folgenden Jahr 1881 erfuhren seine Frau und er von einer schweren Behinderung ihres Kindes, und kurz darauf starb seine Frau. Dies tragische Schicksal führte Paderewski schließlich zum Entschluss, sein Leben ganz der Musik zu widmen.

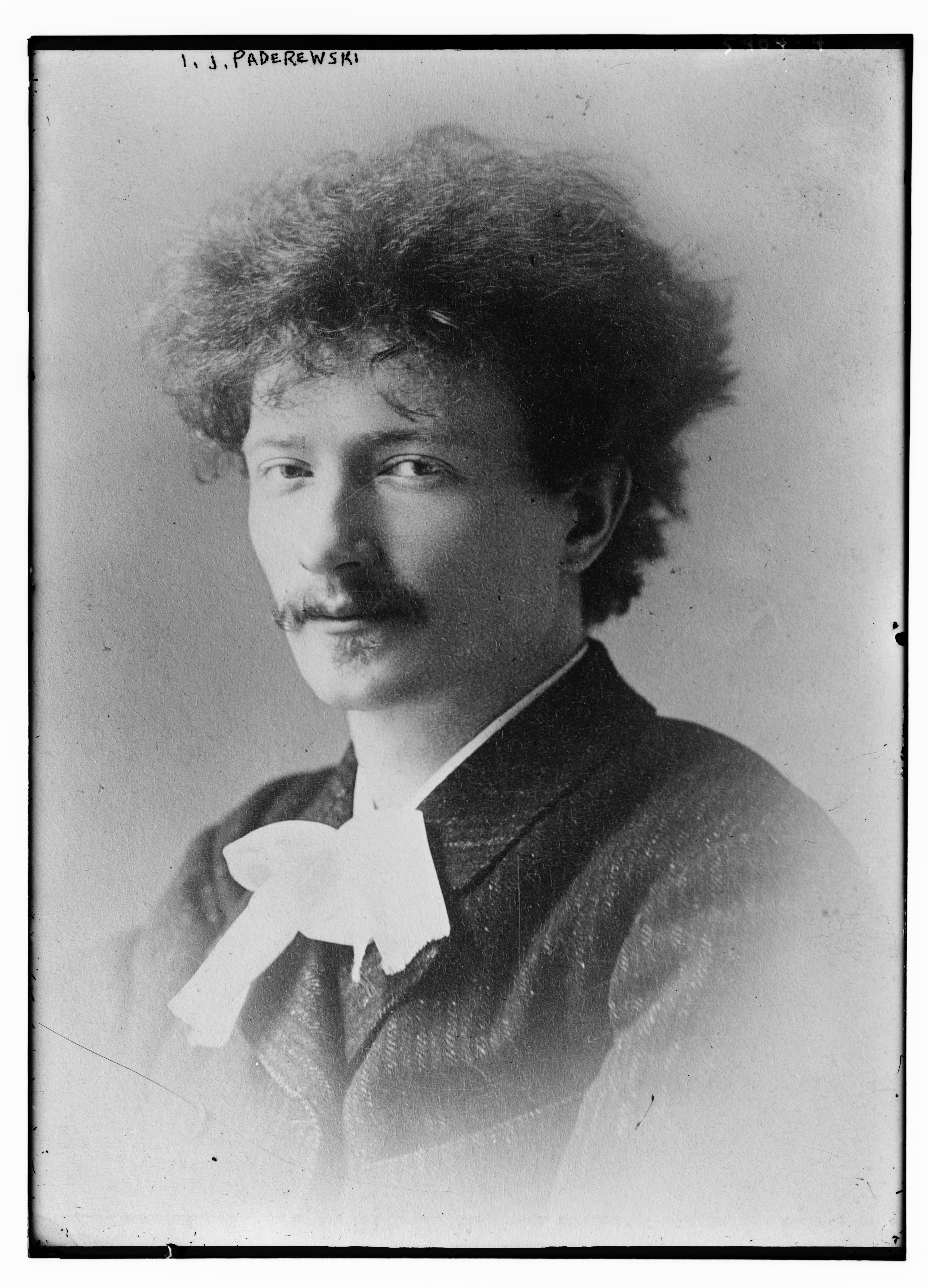
Paderewski in seinen frühen Karrierejahren

Paderewski zog 1881 nach Berlin und studierte Komposition im Aufbaustudiengang bei Friedrich Kiel und Heinrich Urban an der Königlich Akademischen Hochschule für ausübende Tonkunst Berlin. Drei Jahre später schaffte er es in die Meisterklasse von Theodor Leschetizky an der Wiener Musikhochschule, der zu dieser Zeit als einer der bedeutendsten und einflussreichsten Klavierpädagogen galt. Er studierte bei Leschetizky 1884/85 und 1887/88. 1885/86 unterrichtete er selbst Harmonielehre und Kontrapunkt am Konservatorium in Straßburg.

### Pianist, Komponist und Nachwuchsförderer

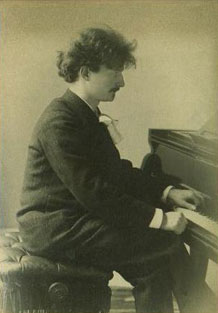
Paderewski, der Pianist

In Wien feierte Paderewski im Alter von 27 Jahren (1887) sein musikalisches Debüt als Pianist. Bald schon erfreute er sich großer Popularität und seine nachfolgenden Auftritte (1889 in Paris und 1890 in London) waren große Erfolge. Sein Klavierspiel sorgte für hysterische, nahezu maßlose und übertriebene Bewunderung, und dieses Phänomen wiederholte sich bei seinen Tourneen durch die USA 1891 und 1892. Doch es gab auch Publikum, das nicht sonderlich beeindruckt war. Nachdem der polnisch-amerikanische Pianist Moriz Rosenthal den jungen Künstler das erste Mal spielen hörte, sagte er: “Yes, he plays well, I suppose, but he’s no Paderewski.”

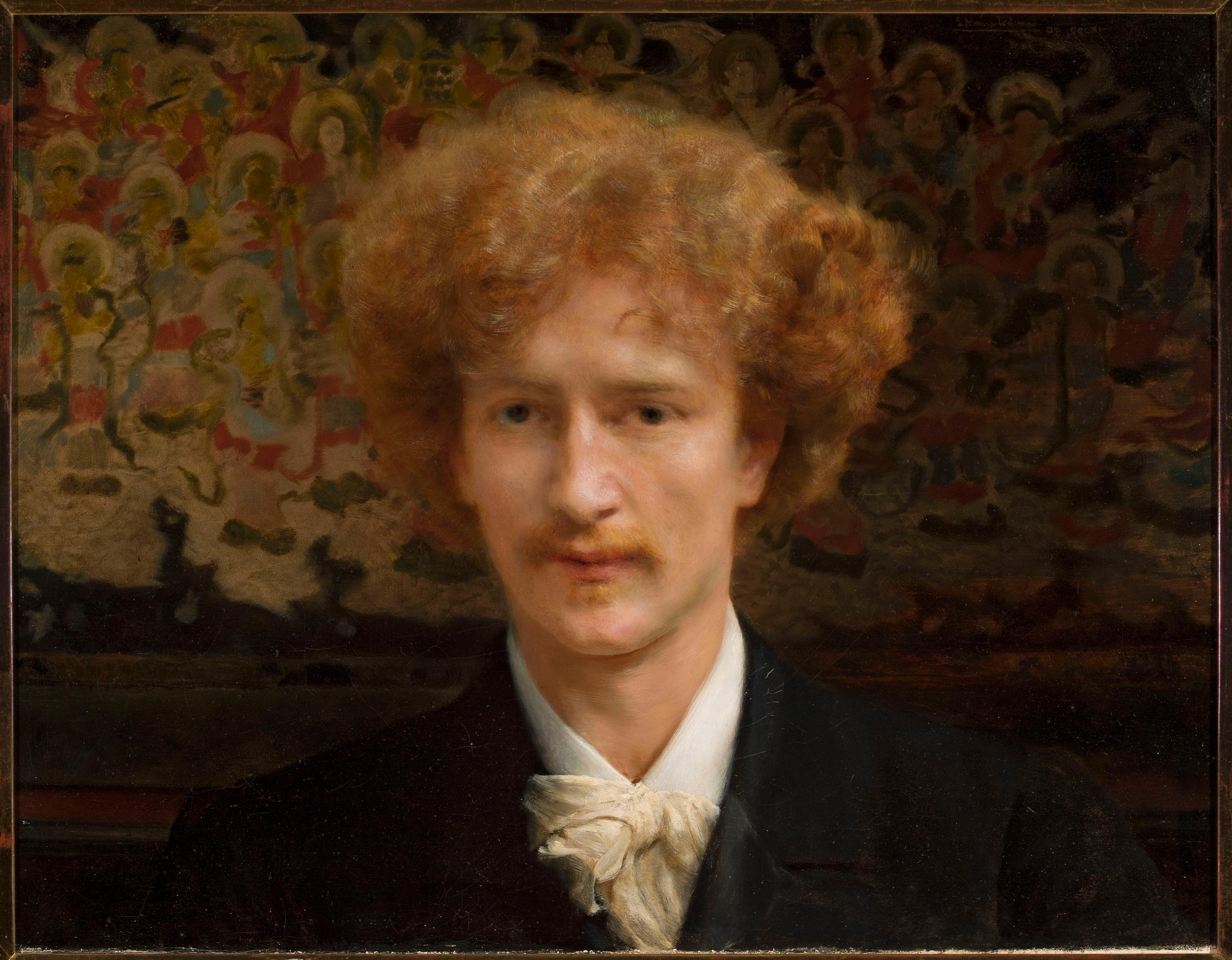
Ignacy Paderewski. Gemälde von Lawrence Alma-Tadema, 1890

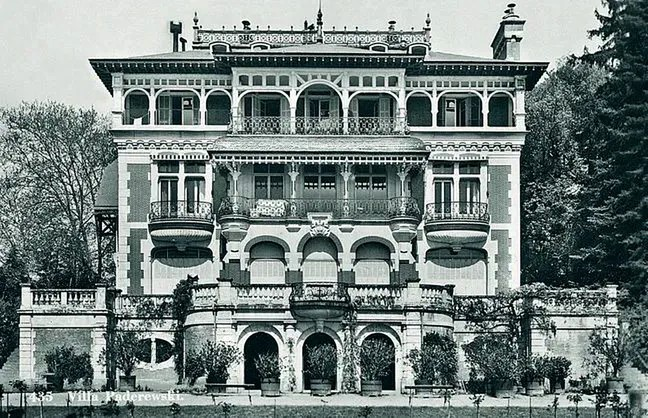
Paderewskis Villa Riond-Bosson in Tolochenaz

Ignacy Jan Paderewski war auch Komponist, insbesondere vieler Klavierwerke. Weltberühmt wurde er 1887 für sein Menuett in G-Dur op. 14,1, welches das Eröffnungsstück seiner sechsteiligen (heute in Vergessenheit geratenen) Humoresques de concert op. 14 ist. Sein bekanntestes Werk ist das 1888 entstandene Klavierkonzert in a-Moll op. 17. Im Jahr 1901 feierte seine einzige Oper Manru in der Semperoper zu Dresden Weltpremiere. 1902 folgte in der Metropolitan Opera die US-amerikanische Premiere. Paderewskis Manru ist bis heute die einzige polnische Oper eines polnischen Komponisten, die an der Metropolitan Opera jemals produziert wurde.
1896 spendete Paderewski 10.000 Dollar zur Errichtung des Paderewski Fund for the Encouragement of American Composers, um in den USA Nachwuchstalente zu fördern. 1898 errichtete er eine vergleichbare Stiftung in Leipzig.

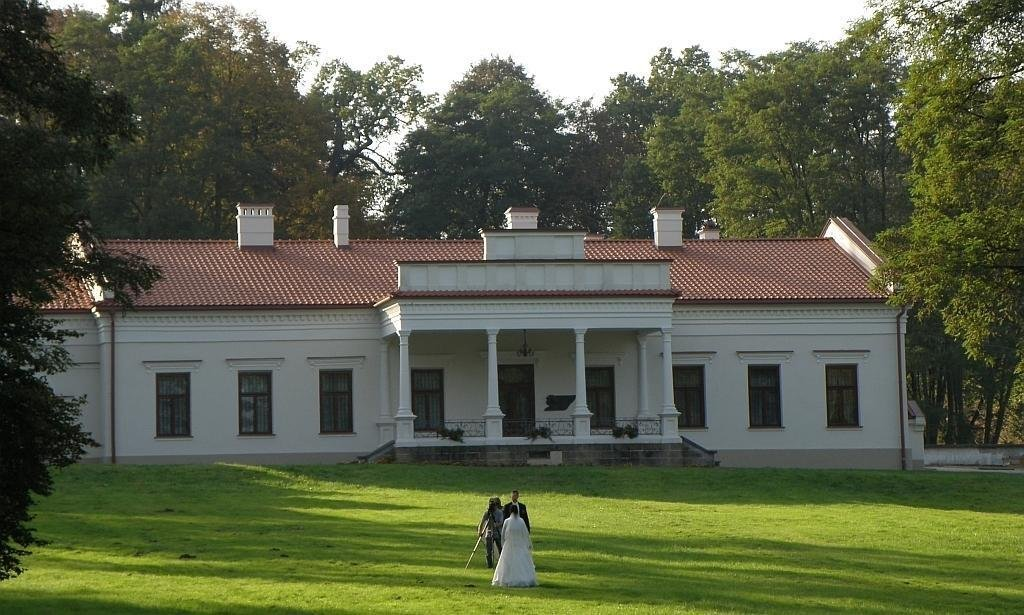
Paderewskis 1897 erworbenes Herrenhaus in Kąśna Dolna bei Tarnów

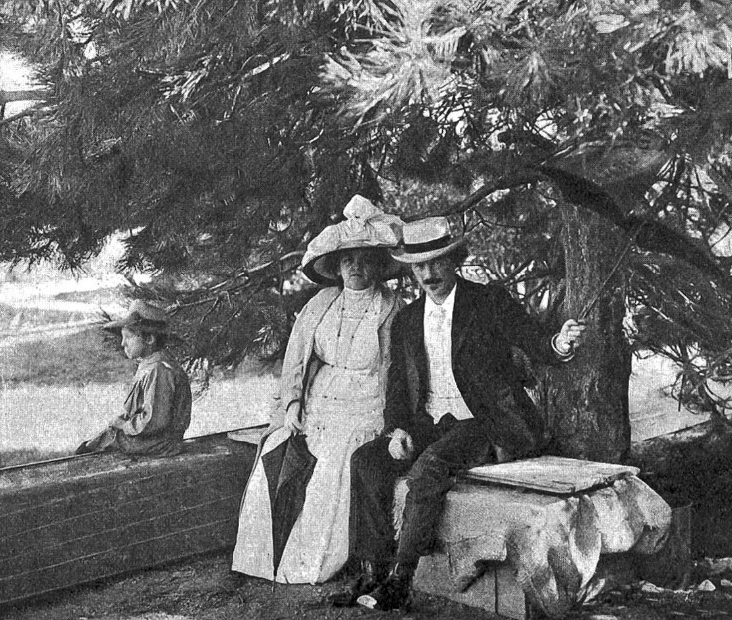
Jan Paderewski und seine Frau Baroness de Rosen. (1900). Schlosspark Riond-Bosson bei Morges

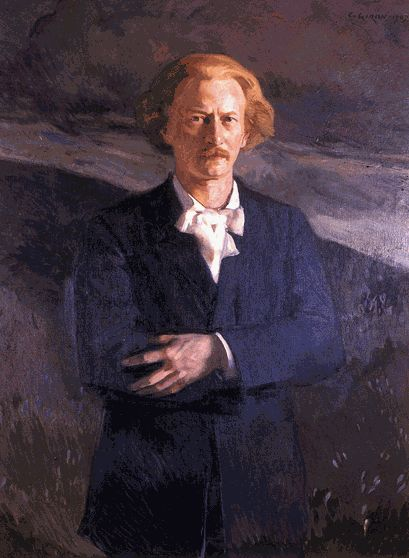
Charles Giron: Porträt von Ignacy Jan Paderewski, 1907

Von 1896 bis 1902 hatte Paderewski seinen Wohnsitz in der Villa Riond-Bosson in Tolochenaz bei Morges am Genfersee. Diese (heute nicht mehr existierende) Villa, wo sich Paderewski auch später immer wieder aufhielt, blieb in seinem Besitz bis zu seinem Tod. Als zweiten Wohnsitz nutzte er das 1897 erworbene, einstöckige Herrenhaus mit imposanter Kolonnade in Kąśna Dolna bei Tarnów, das ein typisches Haus des polnischen Adels ist. 1899 heiratete er seine zweite Frau Baroness Helena Maria Górska geb. Rosen (1856–1934). Gemeinsam mit ihr emigrierte er 1902 in die USA. Zwei Jahre später gaben das Ehepaar Paderewski in Zusammenarbeit mit dem polnisch-französischen Komponisten Henri Kowalski Konzerte in Australien und Neuseeland.
Anlässlich des 40. Jahrestages des polnischen Januaraufstandes im Jahr 1903 verabschiedete sich Paderewski für ein Jahr vom Konzertpodium, um in seinem Schweizer Domizil bei Morges die ersten Skizzen zur Sinfonie in h-Moll op. 24 zu komponieren. Polonia (lat. „Polen“) überschrieb er sie, vermutlich in Anlehnung an die 1863 erschienene Bildserie von Artur Grottger, die eine unmittelbare Reaktion auf den fehlgeschlagenen Januaraufstand war und die Wirklichkeit des täglichen Lebens und Leidens im Polen des 19. Jahrhunderts darstellte. Fünf Jahre arbeitete Paderewski an der Sinfonie und entwickelte sie zu einem 75-minütigen, monumentalen Instrumentalwerk, das auf die polnische Nationalhymne Noch ist Polen nicht verloren anspielt. Es kann als Ankündigung der politischen Aktivitäten Paderewskis verstanden werden, da er nach der Sinfonie, abgesehen von einer Militärhymne für die Polnische Armee in den USA 1917, nicht mehr komponierte – als hätte er mit der Sinfonie Polonia kompositorisch alles gesagt, was aus seiner Sicht zu sagen war. Die öffentliche Uraufführung fand am 12. Februar 1909 mit dem Boston Symphony Orchestra unter Max Fiedler statt und war ein großer Erfolg. Es folgten bedeutende Aufführungen in Paris und London, ehe seine Sinfonie 1911 auch in Warschau erstmals erklang.

### Philanthropie

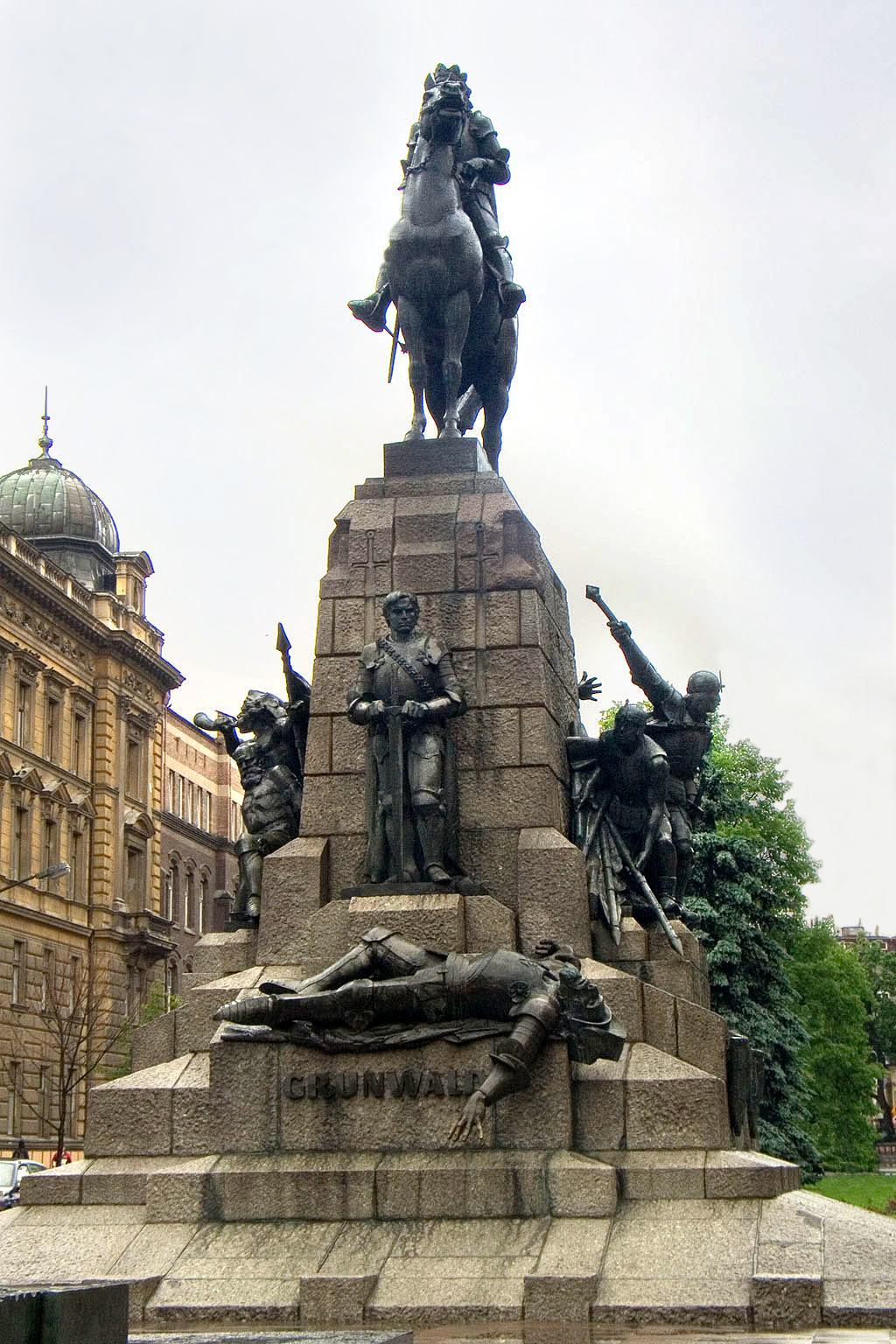
Paderewskis Grunwald-Denkmal in Krakau aus dem Jahre 1910

Paderewski konnte 1910 in Krakau ein (von ihm finanziertes) Denkmal zur 500-Jahr-Feier eines der bedeutendsten militärischen Siege Polens enthüllen, den es in der Schlacht bei Grunwald gegen den Deutschritterorden errang.

### Kalifornien
Am Vorabend des Ersten Weltkriegs 1914 kaufte sich Paderewski, auf dem Höhepunkt seines Ruhmes, die 810 ha große Rancho San Ignacio in der Nähe der südkalifornischen Stadt El Paso de Robles. Zehn Jahre später pflanzte er Zinfandel-Weinreben auf seiner Ranch und ließ von der nahe gelegenen York Mountain Winery eine eigene Weinsorte herstellen, in einer der besten Winzereien zwischen Los Angeles und San Francisco.

### Politiker
Der Beginn des Ersten Weltkriegs veranlasste Paderewski 1915 zur Gründung eines Unterstützungsfonds für polnische Kriegsopfer in Großbritannien. Mit in den Vorstand aufgenommen wurde Edward Elgar, der später (1916) ein sinfonisches Präludium mit dem Titel Polonia op. 76 schrieb und es Paderewski widmete. Es endet mit einer Orchesterfassung der polnischen Nationalhymne Jeszcze Polska nie zginęła („Noch ist Polen nicht verloren“).
Paderewski war weltweit in solch einem Ausmaß populär, dass das Musikhallenduo „The Two Bobs“ im Jahre 1916 mit seinem Song When Paderewski Plays in sämtlichen Musikhallen Großbritanniens einen Hit landete. Er war ein Favorit des Konzertpublikums überall auf der Welt; besonders Frauen vergötterten ihn.
Im Jahre 1917 wurde Paderewski aktives Mitglied des Polnischen Nationalkomitees (Polski Komitet Narodowy) und dank seiner internationalen Popularität Sprecher dieses Nationalkomitees, so dass es von der Entente schon bald als Repräsentativorgan zur Wiedergründung Polens betrachtet wurde. Bald formte Paderewski weitere soziale und politische Organisationen. Im April 1918 traf er sich in New York vergeblich mit Führern des American Jewish Committee, um einen Deal auszuhandeln, bei dem Juden die Wiedergründung Polens unterstützen und im Gegenzug dafür gleiche Rechte im wiedergegründeten Polen erhalten (wie bald klar wurde, hatte der stark antisemitische Leiter des Polnischen Nationalkomitees Roman Dmowski die Bemühungen Paderewskis sabotiert).

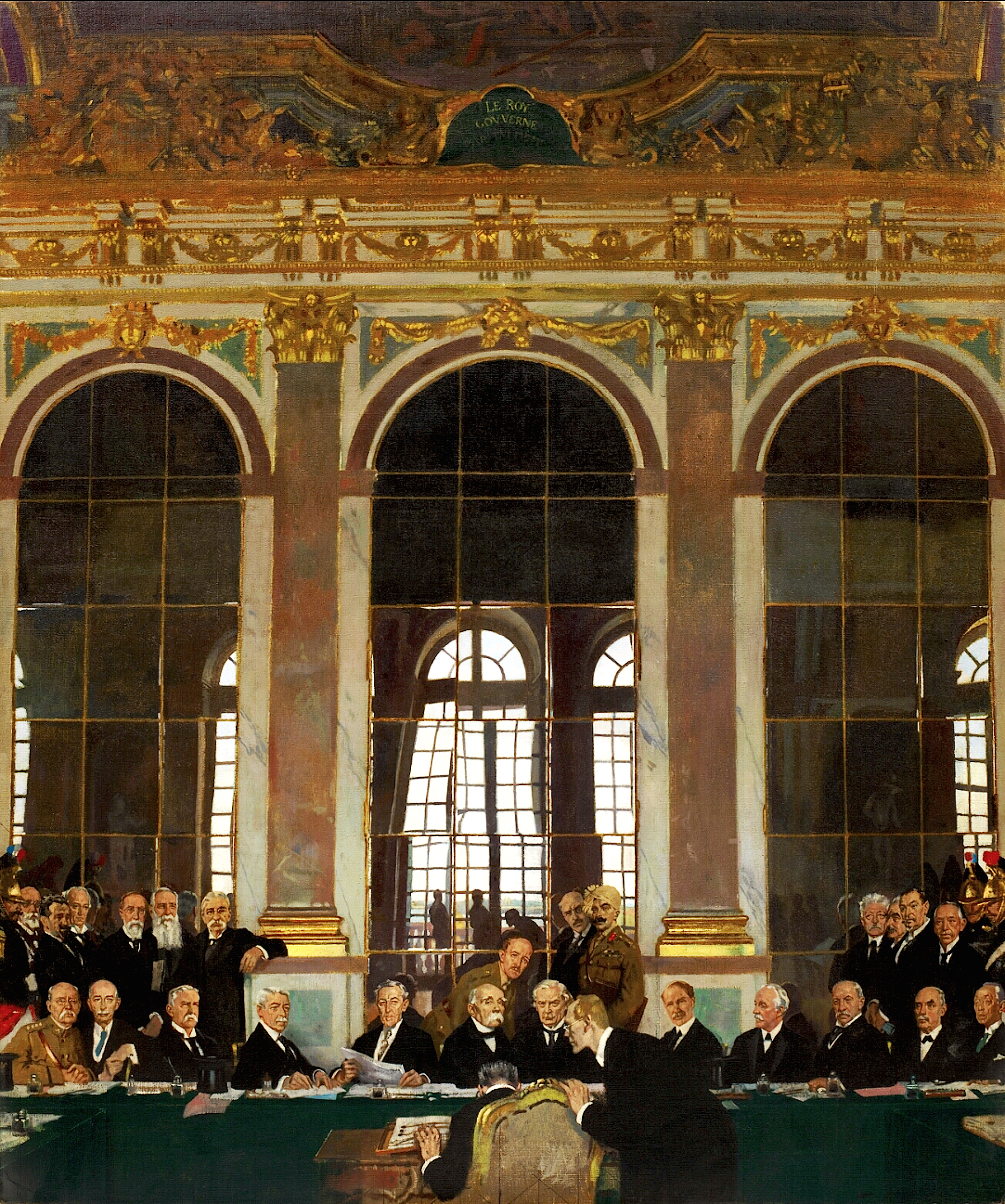
William Orpen: The Signing of Peace in the Hall of Mirrors. Vertragsunterzeichnung 1919 im Schloss Versailles.

Im Anschluss an ein Konzert im Weißen Haus konnte Ignacy Paderewski US-Präsident Woodrow Wilson dazu bewegen, die Wiedergründung Polens zu einer seiner Kernforderungen für die Neuordnung Europas zu machen (Punkt 13 in Wilsons 14-Punkte-Programm).
Gegen Ende des Ersten Weltkriegs reiste Paderewski nach Posen; mit seiner öffentlichen Rede dort vom 27. Dezember 1918 begannen die polnischen Einwohner Posens den letztlich erfolgreichen Großpolnischen Aufstand gegen Deutschland.
Im wiedergegründeten Polen war Józef Piłsudski neues Staatsoberhaupt. Er berief Paderewski im Januar 1919 zum ersten Ministerpräsidenten und Außenminister Polens. In dieser Funktion vertrat Paderewski gemeinsam mit Dmowski das soeben wiedergegründete Polen auf der Pariser Friedenskonferenz 1919 und unterzeichnete für sein Land den Versailler Vertrag. Auf der Konferenz versuchte er auch die Verwicklung der wiedergegründeten Polnischen Armee bei den Pogromen gegen Juden reinzuwaschen, die es zu dieser Zeit während des Polnisch-Sowjetischen Krieges gab.
Paderewskis außermusikalische Aktivitäten kamen nicht von ungefähr. Ihnen war 1909 die Komposition seines letzten umfangreichen Werks vorausgegangen, der Sinfonie in h-Moll Polonia („Polen“), die subtil auf die polnische Nationalhymne anspielt. Sie kann als Ankündigung seines folgenden, politischen Freiheitskampfes zur Rettung Polens verstanden werden.
Nachdem Paderewski während seines ersten Amtsjahres allerdings die Mehrheit für seine Politik verloren hatte, trat er am 4. Dezember 1919 als Außenminister zurück und übernahm die Rolle des polnischen Botschafters im neu gegründeten Völkerbund.

### Rückkehr zur Musik und Verfilmung
Im Jahr 1922 beendete Paderewski auch seine Tätigkeit als polnischer Botschafter im Völkerbund und kehrte zur Musik zurück. Sein erstes Konzert hielt er nach einer langen Konzertpause in der New Yorker Carnegie Hall mit beachtlichem Erfolg. Er füllte in New York auch den Madison Square Garden mit 20.000 Sitzplätzen und tourte schließlich durch die Vereinigten Staaten in einem privaten Eisenbahnwagon.
1925 wurde er in London als Knight Grand Cross des Order of the British Empire (GBE) ausgezeichnet und 1926 als auswärtiges Mitglied in die Académie des Beaux-Arts aufgenommen. Seit 1920 war er assoziiertes Mitglied der Académie royale des Sciences, des Lettres et des Beaux-Arts de Belgique. 1931 wurde er als auswärtiges Ehrenmitglied in die American Academy of Arts and Letters gewählt.
Bald zog er zurück nach Morges in die Schweiz. Nach Piłsudskis Putsch 1926 wurde Paderewski aktives Mitglied der Opposition gegen dessen Sanacja-Regime. 1936 bildeten Mitglieder der Opposition in seiner Villa eine Koalition gegen Piłsudski. Sie trug den Spitznamen Front von Morges nach dem Namen der Waadtländer Gemeinde.
Im Jahr 1937, zwei Jahre nach dem Tod seiner zweiten Frau, stimmte Paderewski der Teilnahme an einer britischen Filmproduktion zu, die sein musikalisches Talent und seine Kunst auf Kinoleinwand verewigen sollte. Lothar Mendes führte Regie. Der Film feierte 1937 in Großbritannien unter dem Titel Moonlight Sonata Weltpremiere und wurde 1943 für den US-amerikanischen Vertrieb in The Charmer umbenannt; die ausführlichen Filmszenen mit Paderewskis virtuosen Darbietungen am Klavier gelten heute als einzigartiges und sehr wertvolles Zeitdokument.
Im November 1937 begann Paderewski, seinen letzten Klavierschüler Witold Małcużyński zu unterrichten. Er gewann später den dritten Preis beim Internationalen Chopin-Wettbewerb.

### Letzte politische Aktivitäten

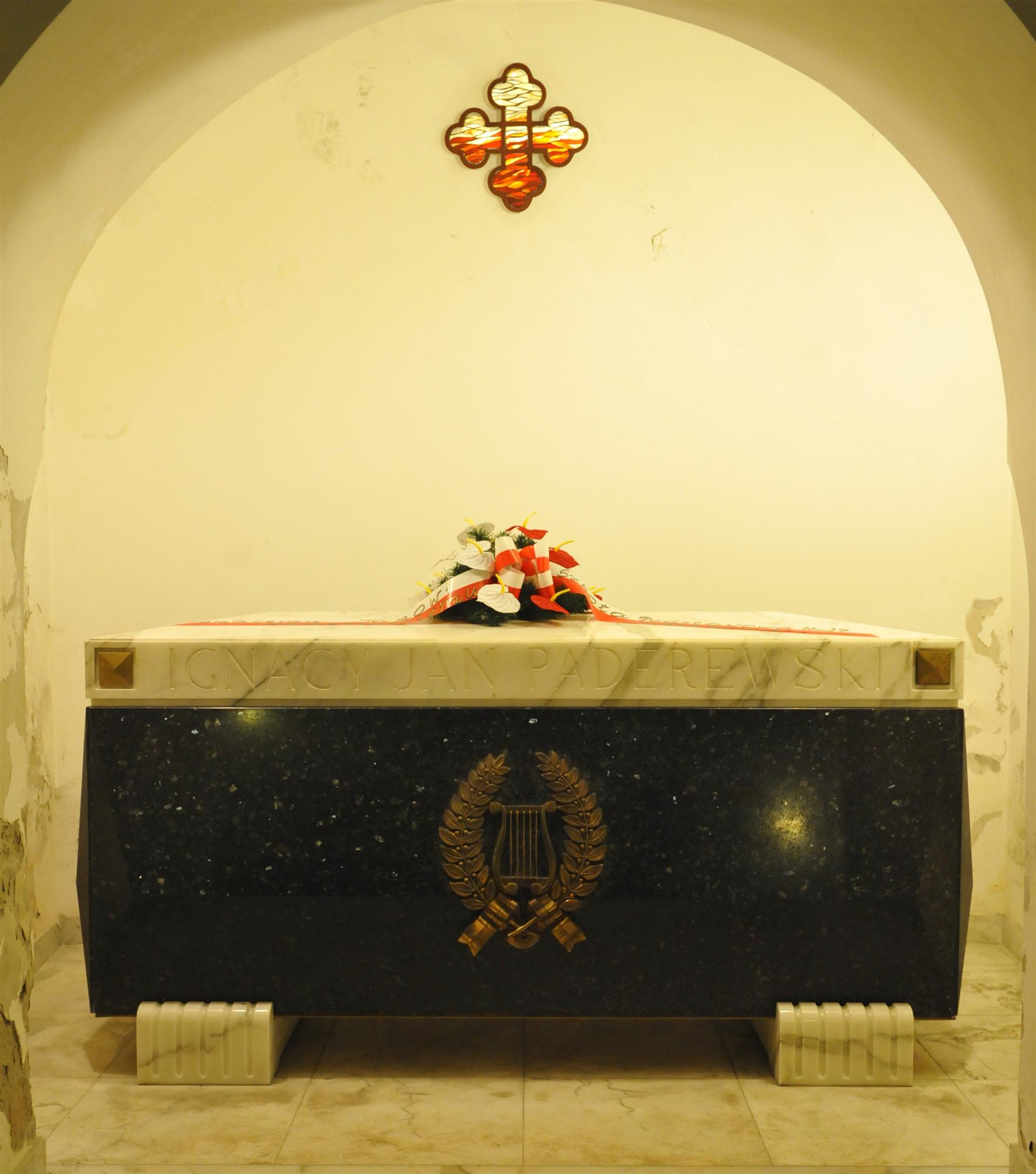
Sarkophag Paderewskis in der Warschauer Johanneskathedrale

Nach dem deutschen Überfall auf Polen 1939 kehrte Paderewski ins politische Leben zurück. Er wurde 1940 Leiter des Polnischen Nationalrates (Beratungsorgan der Polnischen Exilregierung) und rief als 80-jähriger Künstler auch seinen Unterstützungsfonds für polnische Kriegsopfer wieder ins Leben. Um für diesen Fonds Geld zu spenden, gab er einige Konzerte (meist in den Vereinigten Staaten). Doch quälte ihn inzwischen eine Altersdemenz: So berichtet eine Anekdote, Paderewski sei bei einem großen Konzert im Madison Square Garden mit 20.000 Sitzplätzen nicht erschienen, weil er dachte, er habe das Konzert bereits gespielt (in Erinnerung war vermutlich sein Konzert während der 1920er Jahre).

### Tod
Paderewski erkrankte am 27. Juni 1941 an Lungenentzündung während einer Benefiz-Konzerttournee durch die USA, um Geld für polnische Kriegsopfer zu sammeln. Trotz erster Anzeichen einer Besserung und Genesung starb er zwei Tage später im Alter von 80 Jahren am 29. Juni 1941 um 23 Uhr in New York. Sein Leichnam wurde auf dem Arlington National Cemetery bestattet. Am 28. Juni 1992 wurde sein Leichnam in die Warschauer Johanneskathedrale überführt.

## Musik

### Wirkung und Erbe

Paderewskis Stern auf dem Hollywood Walk of Fame, Los Angeles

Auf Initiative der Polonia wurden 1948 in New York City die Ignacy Paderewski Foundations gegründet. Sie haben zum Ziel, in den Vereinigten Staaten für die polnische Kultur zu werben. Zwei weitere polnisch-amerikanische Organisationen entstanden zu Ehren des Meisters: die Paderewski Association in Chicago und die Paderewski Music Society in Südkalifornien.
Angesichts der ungewöhnlichen Kombination beachtlicher Leistungen als Weltklasse-Pianist und erfolgreicher Politiker verwendete Saul Kripke Paderewski als berühmtes philosophisches Beispiel in seinem Artikel A Puzzle about Belief. Paderewski war weltweit derart bekannt und beliebt, dass im Jahre 1953 Motion Picture den Klavierlehrer der US-amerikanischen Filmkomödie Die 5000 Finger des Dr. T. seinen Schülern sagen lässt, er wolle aus ihnen „einen Paderewski machen“.

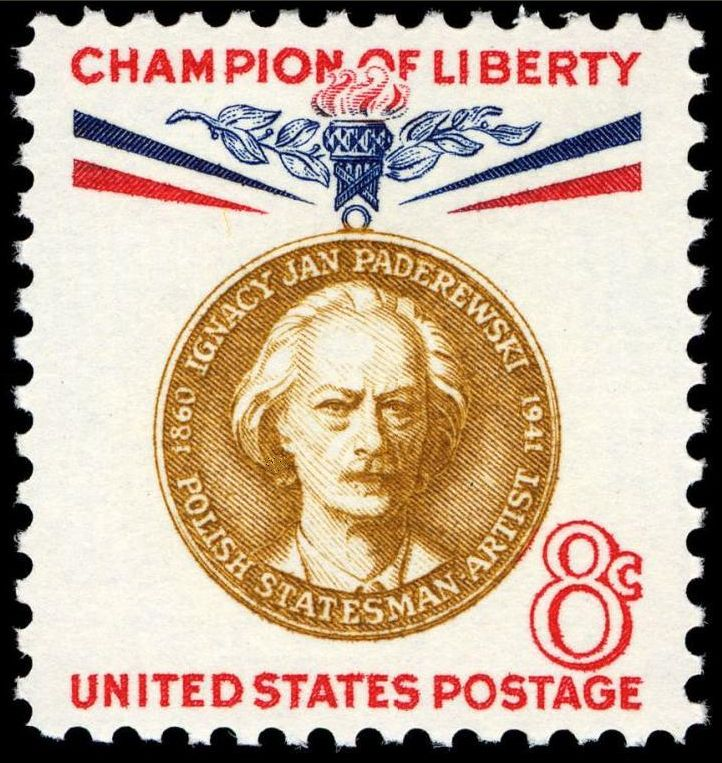
US-Briefmarke zu Ehren und im Gedenken Paderewskis, 1960
----
4-Cent Version

Am 8. Oktober 1960 veröffentlichte das United States Post Office Department zwei Briefmarken zu Ehren und im Gedenken Paderewskis. Die Zweite und die Dritte Republik Polen ehrten ihn mit Sondermarken bei inzwischen zehn Anlässen (2021). Außerdem findet sich sein Porträt auf den 2.000.000-Złotych-Banknoten von 1992 und 1993, sowie der 19-Złotych-Gedenkanknote von 2019. Im Jahr 1960 wurde Ignacy Jan Paderewski sogar ein Stern auf dem Hollywood Walk of Fame von Los Angeles verliehen. Das Fryderyk-Chopin-Institut in Warschau ist seit über sechzig Jahren Herausgeber der Paderewski-Edition, die lange Zeit als maßgebliche Notenausgabe der Werke Chopins galt. Eine Baureihe von Steinway-Flügeln trägt die Bezeichnung „Paderewski Sonderedition“. Außerdem sind Straßen und Schulen in vielen Großstädten Polens sowie im US-amerikanischen Perth Amboy und Buffalo nach Paderewski benannt. Der Flughafen Bydgoszcz (Bromberg) und die Musikakademie Posen tragen ebenfalls seinen Namen. In den Vereinigten Staaten gibt es inzwischen zwei Paderewski-Musikfestivals, die beide im November gefeiert werden: Das erste Festival wird seit 1993 jährlich in Paso Robles, Kalifornien gehalten, das zweite Festival seit 2014 in Raleigh, Nordkalifornien.

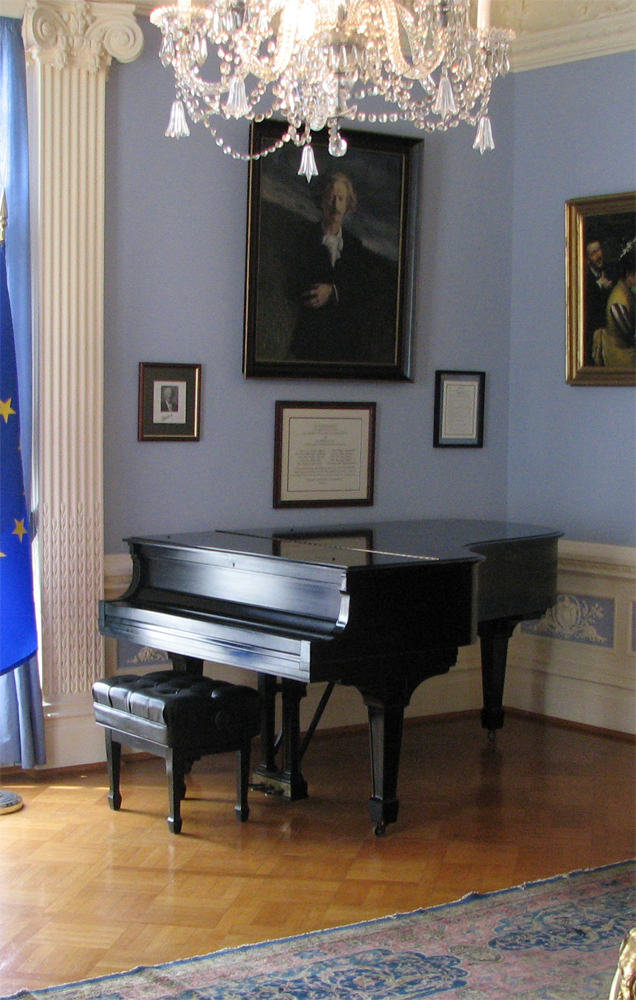
Paderewskis Steinway & Sons – Flügel und Porträt im Embassy’s Blue Salon, Washington D.C.

Ignacy Jan Paderewski erhielt zahlreiche Ehrungen und Preise:
- Orden des Weißen Adlers (Polen)
- Silberkreuz des Virtuti-Militari-Ordens (posthum)
- Großkreuz des Polonia Restituta-Ordens
- Großkreuz der Ehrenlegion (französischer Verdienstorden)
- Knight Grand Cross des Order of the British Empire (1925)
- Ehrendoktortitel der Universität Lviv (1912), der Jagiellonen-Universität Krakau (1919), der Adam-Mickiewicz-Universität Posen (1924) und der Universität Warschau (1931) sowie einiger amerikanischer Universitäten
- Ehrenbürger von Warschau
- Ehren-Studentenverbindung Patria
- Akademischer Goldener Lorbeer der Polnischen Literaturakademie

## Werke (Auswahl)

### Bühnenwerke
| Werk  | Form               | komponiert | Libretto                                                                                     | Premiere              |
| ----- | ------------------ | ---------- | -------------------------------------------------------------------------------------------- | --------------------- |
| Manru | Oper in drei Akten | 1901       | Alfred Nossig nach der Erzählung Eine Hütte hinterm Dorf (1843) von Józef Ignacy Kraszewski. | Dresden, 29. Mai 1901 |

### Vokalwerke (Auswahl)
- Kantate zur Enthüllung des Adam Mickiewicz-Denkmals (1897–1903)
- Militärhymne Hey, Weißer Adler für die Polnische Armee in den USA (1917)

### Instrumentalwerke (Auswahl)
- Danses polonaises op. 5 (1881), Natalie Janotha gewidmet
- Introduction et Toccata op. 6 (1885), Natalie Janotha gewidmet
- Sonate für Violine & Klavier op. 13 (1885)
- Humoresques de concert op. 14 (1887)
- Miscellanea op. 16 (1885–1896)
- Klavierkonzert in a-Moll op. 17 (1882–1888)

#### Sinfonische Werke (Auswahl)
- Polnische Fantasie für Klavier und Orchester gis-Moll op. 19 (1891–1893)
- Sinfonie h-Moll Polonia op. 24 (1903–1909)

## Aufnahmen / Diskografie

### Oper
- Ignacy Jan Paderewski: Manru mit Ivaniv (Manru), Czermak (Ulana), Krahel (Jadwiga), Rehlis (Aza), Zukowski (Jagu), Krzysztyniak (Urok), Kryczka (Oroz), Dutkowska (ein Mädchen), Kalinin (Stimme aus den Bergen), Czermak (Violine), Chor und Orchester der Schlesischen Oper Wrocław, Dirigentin: Ewa Michnik. Dauer: 110 min, 2 CDs Dux Records, 2001
- Ignacy Jan Paderewski: Manru mit Janusz Ratajcak (Manru), Violetta Chodowicz (Ulana), Barbara Krahel (Jadwiga), Monika Ledzion (Aza), Jacek Greszta (Oros), Leszek Skrla (Urok), Lukasz Golinski (Jagu) u. a.; Chor und Orchester der Opera Nova Bydgoszcz; Leitung: Maciej Figas; 2CDs Dux Records, 2006

### Instrumental
- Paderewski – Symphony in B minor (Polonia). BBC Scottish Symphony Orchestra, Jerzy Maksymiuk. Dauer: 74 min, CD Hyperion Records Limited, 1998
- Paderewski on Welte-Mignon Rolls. Ignacy Jan Paderewski (Klavier). Dauer: 52 min, CD Dux Records, 2001
- Paderewski – Violin & Piano works. Konstanty Andrzej Kułka (Violine), Waldemar Malicki (Klavier). Dauer: 41 min, CD Dux Records, 2002
- Paderewski – Klaviersonaten, Variationen & Fugen. Jonathan Plowright (Klavier). Dauer: 80 min, CD Dux Records, 2006
- Paderewski: Piano Concerto a-Moll Op.17 / Polish Fantasy mit Kevin Kenner, Orchestra of the Podlasie Opera and Philharmonic, Dirigent: Nałęcz-Niesiolowski, CD Dux Records, 2011